# 아이센스
아이센스(i-sens Inc.)는 대한민국의 연속 혈당 측정기 기업이다. 본사는 서울시 서초구 반포대로 28길 43에 위치해 있으며 대표이사는 차근식이다.

 외국인 지분율이 25.98%이다.

## 같이 보기
- 혈당

## 참고문헌
1. ↑  오현아, 아이센스, 유럽으로 해외 첫 CGM 수출 시작, 한국경제, 2024.05.09
2. ↑  아이센스, 국산 CGM '최초' 유럽 의료기기 인증 획득, 히트뉴스, 2024.02.29
3. ↑  아이센스, 국내 1호 '연속혈당측정기' 해외 진출 본격화…"내달 유럽 CE 인증 완료 기대", 뉴스핌, 2024년 3월 4일
4. ↑  정재원, 신한투자증권 기업분석보고서-아이센스, 2024년 1월 22일